# Hammer Film Productions
Hammer Film Productions é uma companhia cinematográfica britânica especializada em filmes de terror.

## Histórico

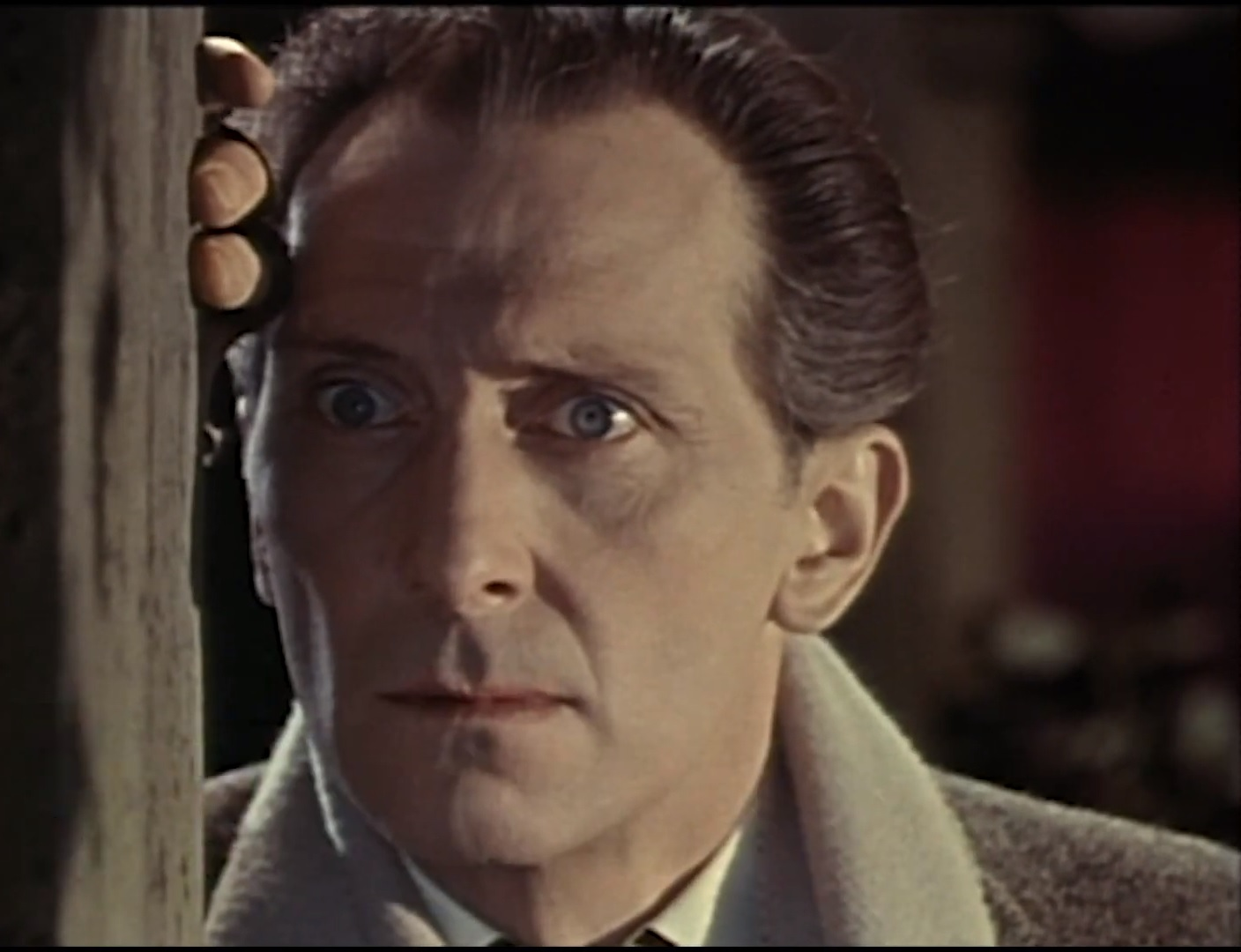
Captura de tela do trailer do filme The Brides Of Dracula com o ator Peter Cushing.

fundada em 1934, ficou célebre por realizar uma série de filmes de terror, entre os anos 1955 e 1979.
Seu auge situa-se na década de 1960, quando realizou uma série de filmes sobre Drácula, Frankenstein e múmias. Parte do seu êxito deve-se à participação da companhia de entretenimento norte-americana Warner Brothers, que atuou na distribuição mundial de alguns de seus sucessos.
A decadência da produtora iniciou-se em meados dos anos 70, sendo que suas últimas produções datam da década de 1980, com séries de terror para a televisão.
Voltou à ativa em 2007 com a produção de novos filmes, dentre estes os sucessos Deixe-me Entrar e A Mulher de Preto, com Daniel Radcliffe.

## As sagas de terror
O ciclo de filmes de horror da Hammer começou com a película The Curse of Frankenstein (1956), dirigida por Terence Fisher. Dois anos mais tarde iniciou a série de filmes sobre Drácula, com a participação de Christopher Lee como Drácula e Peter Cushing como Van Helsing.
O sucesso desses filmes foi tão grande que a companhia dedicou-se quase exclusivamente ao gênero terror. As séries sobre Drácula e Frankenstein foram as mais freqüentes da produtora.
Outros filmes importantes foram:
- The Mummy (1959)
- The Hound of the Baskervilles (1959)
- The Two Faces of Doctor Jekyll (1960)
- The Phantom of The Opera (1962)
- The Devil Rides Out (1967)

Não se pode deixar de lado a série sobre vampira lésbica, baseado na obra de Sheridan Le Fanu. Carmilla Karstein, a vampira da obra homônima, é a personagem central da série, entremeada por muito erotismo:
- The Vampire Lovers (1970)
- Lust for a Vampire (1971)
- Twins of Evil (1972)

## Grandes estrelas da Hammer

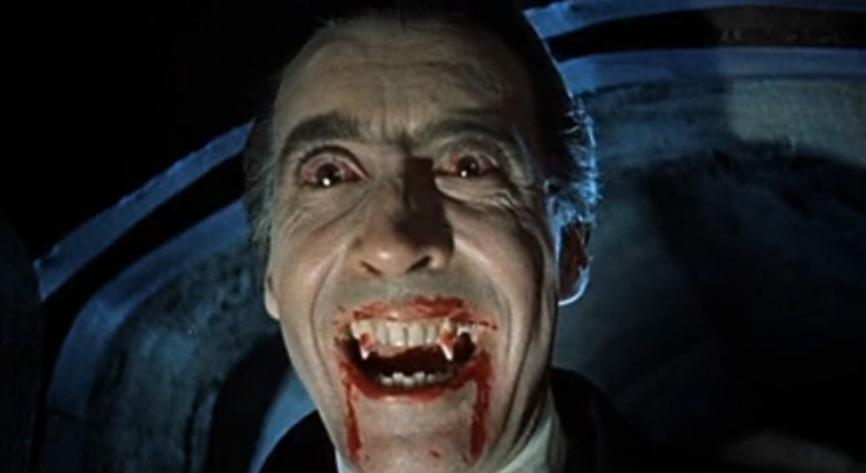
O ator Christopher Lee no filme Drácula produzido pela Hammer, em 1958

- Ralph Bates
- Peter Cushing
- Veronica Carlson
- John Carson
- Jennifer Daniel
- Edward de Souza
- Clifford Evans
- Suzan Farmer
- Michael Gough
- Andrew Keir
- Duncan Lamont
- Christopher Lee
- Miles Malleson
- Francis Matthews
- Suzan Farmer

| - André Morell - Richard Pasco - Jacqueline Pearce - Ingrid Pitt - Daniel Radcliffe - Oliver Reed - Michael Ripper - Yvonne Romain - Barbara Shelley - Patrick Troughton - Thorley Walters - Barry Warren - Noel Willman - Caroline Munro - Julie Ege |